# William Thomas McKinley

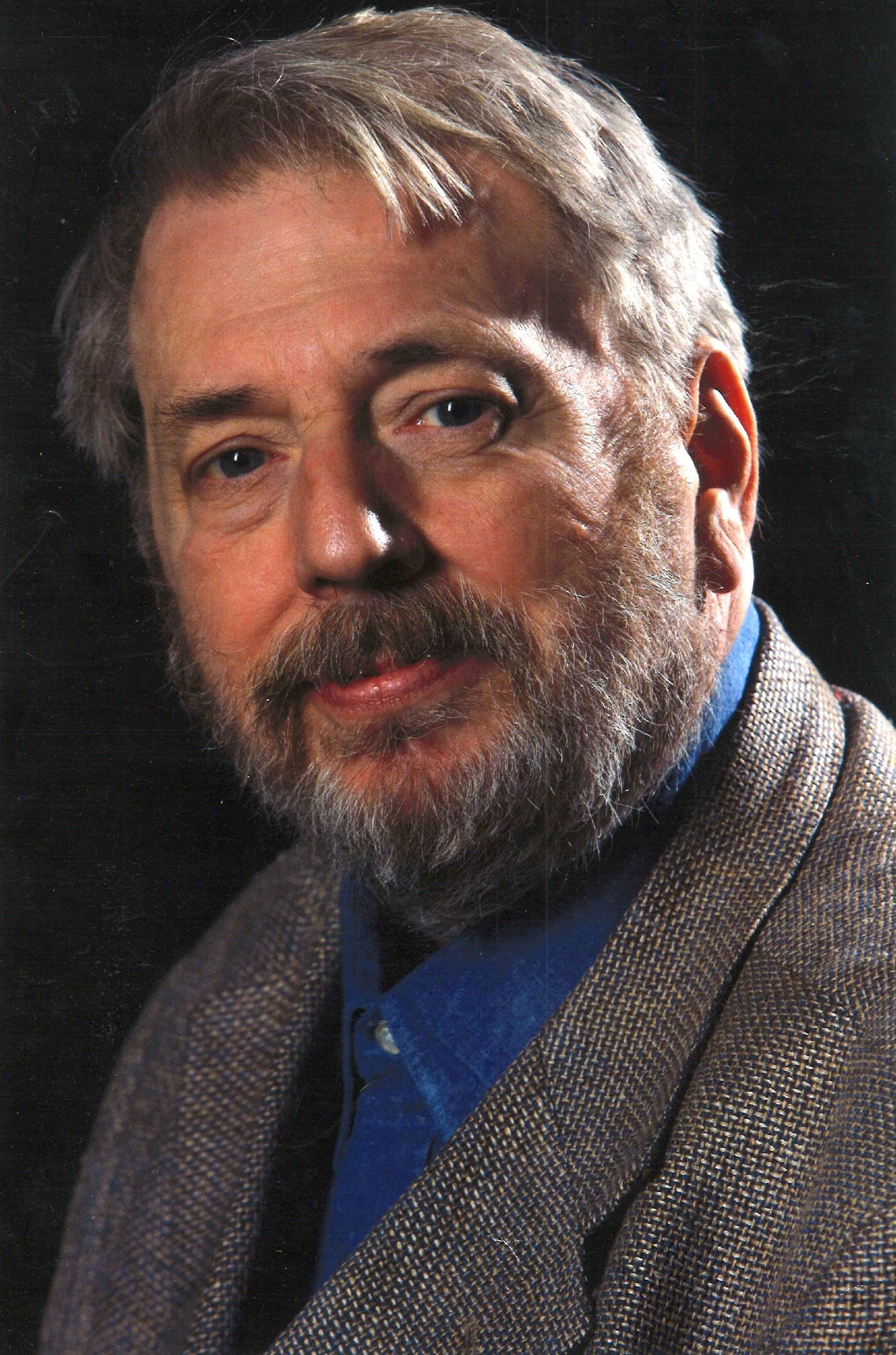
William Thomas McKinley

William Thomas McKinley (New Kensington, 9 december 1938) was een Amerikaans componist, muziekpedagoog, dirigent en pianist.

## Levensloop
McKinley kreeg als kind eerst slagwerkles en vanaf zijn 6e levensjaar pianoles. Naast het ontvangen van improvisatieles door de jazzpianiste Carolyn Shankovitsj was hij tijdens zijn jaren op de High School al huispianist in een restaurant in Pittsburgh. Hij studeerde aan de Carnegie Mellon University in Pittsburgh, toen nog Carnegie Institute of Technology geheten, bij Frederick Dorian (piano) en later bij Nikolai Lwowitsj Lopatnikoff (compositie). In 1962 won hij de Broadcast Music, Inc. (BMI) Student Composer Award. Hij studeerde vanaf 1963 regelmatig in de zomercursussen aan het Tanglewood Music Center bij onder anderen Aaron Copland, Lukas Foss en Gunther Schuller. Hij leerde aldaar de seriële muziek kennen, die hem later als richtinggevend compositieprincipe leidde. Van 1966 tot 1969 studeerde hij aan de Yale School of Music in New Haven bij Mel Powell. Aan dit instituut werd hij met de saxofonist Les Thimmig en de klarinettist Richard Stoltzman bekend, die later belangrijke interpreten van zijn composities werden.
Tijdens zijn gradueerde studies aan de Yale School of Music doceerde hij zelf operageschiedenis aan de State University of New York (SUNY) in Albany. Van 1969 tot 1973 doceerde hij aan de Universiteit van Chicago in Chicago. In deze tijd werkte hij samen met het Chicago Symphony Orchestra. Hij verzorgde toen als pianist samen met het orkest de première van het werk Rituals van Ralph Shapey en componeerde in opdracht van het orkest zijn Triple Concerto. In 1973 wisselde hij als professor voor compositie en jazzmuziek aan het New England Conservatory in Boston en bleef in deze functie tot 1993.
Hij richtte het Master Musicians Collective op en was lange jaren hun dirigent. Als jazzpianist werkte hij samen met Dexter Gordon, Stan Getz, Tom Harrell, Shlomi Goldberg, Miroslav Vitous, Roy Haynes en Billy Hart,
Als componist ontving hij talrijke prijzen en onderscheidingen zoals sinds 1975 acht keer van de National Endowment for the Arts, in 1976 een nominatie voor de prestigieuze Pulitzerprijs voor muziek, in 1977 met de Minnesota Orchestra 75th Anniversary Prize voor zijn Symfonie nr. 1, in hetzelfde jaar de prijs van de Massachusetts Arts and Humanities Foundation. Het volgden uitvoeringen van zijn werken door vooraanstaande Amerikaanse en buitenlandse orkesten zoals het Boston Symphony Orchestra onder leiding van John Williams, het Seattle Symphony Orchestra onder leiding van Gerard Schwarz, het Los Angeles Chamber Orchestra, het American Symphony Orchestra onder leiding van Robert Black en de Rheinische Philharmonie Rheinland-Pfalz.

## Composities

### Werken voor orkest

#### Symfonieën
- 1977 Symfonie nr.1, voor orkest
- 1984 Symfonie nr. 3 "Romantic"
- 1985 Sinfonie Concertante, voor orkest
- 1985 Sinfonova
- 1985 Symfonie nr. 4
  1. Dawn Blues: Allegro
  2. Sunrays: Presto giubilante
  3. Night Fancies: Largo misterioso
- 1988 Symfonie nr. 5 "Irish", voor orkest
- 1990 Symfonie nr. 6 "Prague", voor zangstem en orkest
  1. Tragico e tenebre
  2. Prestissimo e vivace
  3. Adagietto e seriamente
  4. View from Charles Bridge

#### Concerten voor instrumenten en orkest
- 1977 Concert nr. 1, voor klarinet en orkest
- 1978 Concerto Fantasy, voor altviool en orkest
- 1984 Concert nr. 1, voor altviool en orkest
- 1985 Concert "Summer Dances", voor viool en orkest
- 1987 Concert, voor dwarsfluit en strijkorkest 
  1. Poco Adagio
  2. Prestissimo
  3. Allegretto
- 1987 Concert nr. 2, voor piano en orkest
- 1988 Tenor Rhapsody, voor tenorsaxofoon (solo) en orkest
- 1989 Ancient Memories, kamerconcert voor altviool en kamerensemble
- 1990 Concert nr. 2, voor klarinet en orkest
- 1991 Concerto Domestica, voor trompet, fagot en orkest
- 1991 Concert nr. 3, voor piano en orkest 
  1. Blues: Andantino
  2. Ragtime: Più Allegro
  3. Slow Blues March: Tempo di marcia
  4. Struttin: Prestissimo
- 1992 Concert nr. 3, voor altviool en orkest
- 1993 Concertvariaties, voor viool, altviool en orkest
  1. Theme: Lamento
  2. Variatie 1: Prestissimo
  3. Variatie 2: Larghetto
  4. Variatie 3: Con forza
  5. Variatie 4: Larghetto
  6. Variatie 5: Presto possible e molto bravura
  7. Variatie 6: Molto maestoso e largamente
  8. Variatie 7: Moderato e molto energico
  9. Variatie 8 en Finale: Con brio e fantastic
- 1994 Concert nr. 3 "The Alchemical", voor klarinet en orkest 
  1. Nigredo: Dirge
  2. Albedo: Allegro
  3. Citrinitas: Molto brillante e luminoso
  4. Rubedo: Scherzo diabolico
- 1994 Two Movements, voor dwarsfluit en strijkorkest
- 1995 Concert nr. 1 "Seasons of Prague", voor viool en orkest
- 1996 Goldberg Variations, voor 2 dwarsfluiten en orkest
- 1998 Three Movements, voor dwarsfluit en strijkorkest
- 2000 Six Movements, voor klarinet en orkest
- 2005 Marimba Concerto "Childhood Memories", voor marimba en orkest
- Concert, voor twee klarinetten en orkest 
  1. Allegro
  2. Valse con moto
  3. Presto molto subito
- Concert in twee delen, voor piano en orkest
- Concert nr. 2, voor altviool en orkest
  1. Andante ma non troppo
  2. Vivo
  3. Molto maestoso
- Triple Concerto

#### Andere werken
- 1976 Concertino, voor orkest
- 1981 Against the Distant Bells, voor orkest
- 1986 American Blues
- 1986 Boston Overture, voor orkest
- 1987 Adagio, voor strijkorkest
- 1991 Concerto for the New World, voor orkest
- 1993 Concert nr. 2, voor groot orkest
  1. March: Marcia e con fuoco
  2. Ballad: Largo e lamento
  3. Burlesco e agitato
  4. Valse triste
  5. Danse Macabre: Feroce, Danse macabre
- 1993 Lighting, an Overture
- 1996 Going Home, voor klarinet, piano en orkest
- 1996 Goldberg Variations, voor twee dwarsfluiten en orkest
- 1999 Mostly Mozart, voor piano en orkest
  1. Adagietto
  2. Presto subito
  3. Allegretto
  4. Allegro vivace
- 1999 Tango, Intermezzo and Dance, voor viool en orkest
  1. Con moto e tango
  2. Intermezzo
  3. Presto vivace: Dance
- 2000 Wind, Fire and Ice, voor orkest
- 2001 Freedom Dreams, voor kamerorkest
- 2001 Nine Shades of Lament, voor klarinet en orkest
- 2005 R.A.P. ("rhythm and pulse"), voor klarinet, contrabas, piano en orkest
- 2007 13 Dances, voor orkest
- And The President Said..., voor spreker, piano en orkest
- Crazy Rags, voor strijkkwartet en kamerensemble
- Flyin' Home
- Miniature Portraits, voor trompet, fagot en strijkorkest
- New York Overture, voor orkest
- Night Music, voor tenorsaxofoon en orkest
- Passacaglia, voor contrabas en orkest
- Presidential Overture, voor orkest
- Seasons of Prague, concert voor viool en orkest
- Wild Stallion, voor orkest

### Werken voor harmonieorkest
- 1977 Rhapsody, voor harp en harmonieorkest
- 1988 Symphony of Winds

### Werken voor jazzorkest
- 1990 Concert, voor klarinet en jazzorkest

### Vocale muziek

#### Oratoria
- 1982-1983 Deliverance Amen, oratorium voor gemengd koor, kamerorkest en orgel

#### Cantates
- Emsdettener Totentanz, kamercantate voor strijkkwartet en saxofoonkwartet

#### Werken voor koor
- 1979 Four Text Settings, voor gemengd koor, op.109
- 1992 Mauern, voor gemengd koor en klarinet

#### Liederen
- 1992 3 Poems, voor mezzosopraan en orkest - tekst: Pablo Neruda
  1. Black Vulture: Tenebre e tragico
  2. Chilean Tinamou: Prestissimo e barbasoso
  3. Octobrine: Largo e triste
- 1995 Dallas - 1963, voor bariton en orkest

### Kamermuziek
- 1971 Trio, voor 2 violen en altviool
- 1973 Little Sonata, voor altviool, klarinet en piano
- 1976 Strijkkwartet nr. 2 "Fantasia Concertante"
- 1981 Goodbye, voor klarinet en piano
- 1981 Paintings nr. 6 "To Hear the Light Dancing", voor dwarsfluit (ook: altfluit), klarinet (ook: basklarinet), viool, altviool, cello, slagwerk en piano
- 1982 Paintings nr. 7, voor basklarinet, slagwerk, piano, harp, viool, altviool en cello
- 1982 Trio Appassionato, voor klarinet, altviool en piano
- 1984 Samba, voor altviool en piano
- 1984 Sonate nr.1, voor altviool en piano
- 1984 3 Romances, voor dwarsfluit en piano
- 1988 Kwartet nr. 1, voor strijkers en piano
- 1990 6 Romances "Secrets of the Heart", voor dwarsfluit en piano
- 1991 Trio nr. 2, voor piano en strijkers
- 1992 Strijkkwartet nr. 9
- 1993 Silent Whispers
- Sonate, voor klarinet en piano
- Tango Variations, voor viool en piano

### Werken voor piano
- Andante & scherzo